# Слишовци
Слишовци (болг. Слишовци) — село в Болгарии. Находится в Перникской области, входит в общину Трын. Население составляет 34 человека.

## Политическая ситуация
Слишовци подчиняется непосредственно общине и не имеет своего кмета.
Кмет (мэр) общины Трын — Станислав Антонов Николов (Граждане за европейское развитие Болгарии (ГЕРБ)) по результатам выборов в правление общины.